# Jak voní tymián
Jak voní tymián (Souvenirs d’enfance) je řada autobiografických románů francouzského spisovatele Marcela Pagnola.
Pagnol napsal čtyři díly, z nichž poslední nedokončená část byla vydána až posmrtně (Tatínkova sláva, Maminčin zámek, Čas tajemství, Čas lásek).
- 1957 Tatínkova sláva (La Gloire de mon père)
- 1957 Maminčin zámek (Le Château de ma mère)
- 1960 Čas tajemství (Le Temps des secrets)
- 1977 Čas lásek (Le Temps des amours), nedokončeno

## Děj
Román Jak voní tymián nás ve čtyřech částech (Tatínkova sláva, Maminčin zámek, Čas tajemství, Čas lásek) provádí dětstvím Marcela Pagnola. Děj knihy se odehrává v nádherné přírodě francouzské Provence, kde malý Marcel tráví prázdniny. Zažívá zde spoustu dobrodružství se svým kamarádem Lilim, strýcem Julesem, otcem Josefem a starostlivou maminkou. Dny tráví výlety v horách, hrami a lovem zvěře a ptactva.
Dále nás kniha zavede do Pagnolových gymnaziálních let, která trávil v Marseille. O prázdninách se však znova vrací do Provence, kde nachází svou první lásku a prožívá radosti i útrapy s ní spojené.

Vincent van Gogh - Farmhouse in Provence

## Ukázka
/.../Tatínek nám kdysi řekl (s jistou ateistickou radostí), že kudlanka, zvaná "nábožná", je tvor dravý a nelítostný; že ji lze považovat za "tygra mezi hmyzem" a že studium jejích zvyků patří mezi nejzajímavější. Rozhodl jsem se tedy je studovat, čili rozpoutat bitvu mezi oběma největšími: za tím účelem jsem je postavil drápy proti sobě. Potom jsme mohli pokračovat ve studiích konstatováním skutečnosti, že dotyčná zvířátka mohou žít bez drápů, potom bez nohou a dokonce bez poloviny hlavy. Po čtvrt hodině této něžné dětské zábavy zbylo z jednoho zápasníka jen poprsí, které pozřelo hlavu a hruď protivníka a pomalu útočilo na jeho spodní polovinu, jež se dosud pohybovala, byť poněkud nervózně. Paul, který měl dobré srdce, šel ukradnout tubu Syndetikon (Slepí i železo!) a chtěl obě poloviny slepit dohromady, abychom z nich udělali jednoho celého jedince, kterého bychom mohli slavnostně propustit na svobodu. Svůj ušlechtilý úmysl však nemohl zdárně provést, neboť poprsí se podařilo utéci./.../ 
/.../Prudké červencové sluce vyvolávalo crkot cikád: na kraji mezčí stezky se mezi janovci třpytily pavučiny. Když jsem pomalu stoupal k Baptistovu sadu, kladl jsem sandály do svých loňských šlépějí a kraj mě poznával.
Zdvihl se lehký větřík: zprudka roznítil vůni tymiánu a levandule... Odhrabal jsem prsť a objevil mosaznou past, past na kvíčaly, celou zčernalou rzí: patrně jednu z těch, o které jsme přišli z toho dne, kdy byla koncem prázdnin bouřka... Dlouho jsem na ni hleděl, dojatý jako archeolog, který v hloubi vykopávek nalezne zakalené zrcadlo mrtvé královny... Tak tady zůstala celý rok, pod suchými jehličkami, které na ni zvolna padaly jedna po druhé, zatímco dny padaly na mě./.../ 

## Filmové zpracování
Román Jak voní tymián se v roce 1990 dočkal dvoudílného filmového zpracování.
- Tatínkova sláva (La Gloire de mon père)
- Maminčin zámek (Le Château de ma mère)

Oba filmy natočil francouzský režisér Yves Robert. Hlavní role ztvárnili Paul Crauchet, Michel Modo, Philippe Uchan, Patrick Préjean, Jean Carmet, Jean Rochefort, Georges Wilson a Ticky Holgado.  